# Violeta Tena Barreda
Violeta Tena Barreda (Vilafranca, 1982) és una periodista valenciana. Ha fet diverses col·laboracions en mitjans de comunicació tant en l'àmbit escrit com en l'àmbit audiovisual on es va fer càrrec de l'Observatori de la Igualtat d'Els Matins À Punt, que va estar en emissió des de l'estiu de 2018 al de 2019. Ha fet col·laboracions en dos publicacions: 10 de dones d'Escola Valenciana i Ara, País Valencià, editat per Publicacions de la Universitat de València.